# Лудхяна
Лудхяна, Лудхия́на (на пенджабски: ਲੁਧਿਆਣਾ; на английски: Ludhiana) e най-големият град в индийския щат Пенджаб с население 3 487 882 души съгласно преброяваето на населението от 2011 година. Населението на града е значитело нарастнало в сравнение с 2001 година вследствие на миграцията на населението от източните щати – Утар Прадеш, Бихар, Ориса и Дели. Градската площ е – 310 км². Градът е разположен в старото русло на река Сатледж, преди течаща на 13 км на север. Hай-големият промишлен център в северна Индия.
Лудхяна е разположена на 100 км западно от столицата на щата – Чандигарх по шосе № 95.